# Síndrome confusional aguda
|  | No s'ha de confondre amb deliri o confusió mental. |

El delírium, també conegut com a síndrome confusional aguda (o, simplement, síndrome confusional), és el declivi causat orgànicament del funcionament mental que es desenvolupa en un curt període, normalment d'hores a dies. El delírium és una síndrome que comprèn alteracions en l'atenció, la consciència i la cognició. També pot implicar altres dèficits neurològics, com ara trastorns psicomotors (per exemple, hiperactius, hipoactius o mixtos), alteració del cicle son-vigília, trastorns emocionals i trastorns de la percepció (per exemple, al·lucinacions i deliris), tot i que aquestes característiques no són necessàries per al diagnòstic.

## Etiologia
El delírium és causat per un procés orgànic agut, per un problema estructural, funcional o químic identificable físicament al cervell que pot sorgir d'un trastorn fora del cervell que, no obstant això, l'afecta. Pot resultar d'un procés de malaltia subjacent (per exemple, infecció, hipòxia), un efecte secundari d'un medicament, la retirada de fàrmacs, un consum excessiu d'alcohol, l'ús de al·lucinògens delirants o d'altres factors que afectin la salut general de la persona (per exemple, desnutrició, dolor, etc.). En canvi, les fluctuacions de l'estat/funció mental a causa de canvis en processos o malalties fonamentalment psiquiàtriques (per exemple, esquizofrènia, trastorn bipolar) no compleixen, per definició, els criteris per al "delírium".

## Diagnòstic
El delírium pot ser difícil de diagnosticar sense establir adequadament la funció mental habitual d'una persona. Sense una avaluació i antecedents acurats, el delírium es pot confondre fàcilment amb una sèrie de trastorns psiquiàtrics o síndromes cerebrals orgàniques cròniques a causa de molts signes i símptomes superposats en comú amb demència, depressió, psicosi, etc.

## Tractament
El tractament del delírium requereix identificar i tractar les causes subjacents, els símptomes del delírium i reduir el risc de complicacions. En alguns casos, s'utilitzen tractaments temporals o simptomàtics per reconfortar la persona o facilitar altres cures (per exemple, evitar que les persones treguin un tub respiratori). No hi ha evidència clara que els antipsicòtics siguin aconsellables per al tractament o la prevenció del delírium entre aquells que es troben hospitalitzats. Quan el delírium és causat per l'alcohol o la retirada de sedants, normalment s'utilitzen benzodiazepines. Hi ha proves que el risc de delírium en persones hospitalitzades es pot reduir mitjançant una bona atenció general sistemàtica. El delírium afecta el 14-24% de tots els individus hospitalitzats. La prevalença general de la població general és de l'1-2%, però augmenta amb l'edat i arriba al 14% dels adults majors de 85 anys. Entre els adults majors, el delírium es produeix en el 15-53% dels postquirúrgics, entre el 70-87% dels a la UCI, fins a un 60% dels que es troben en residències per a gent gran o en entorns d'atenció postaguda. Entre els que necessiten atenció crítica, el delírium comporta un risc de mort durant l'any següent.